# Rowley Douglas
Rowley Douglas, född den 27 januari 1977 i Washington, D.C. i USA, är en brittisk roddare.
Han tog OS-guld i åtta med styrman i samband med de olympiska roddtävlingarna 2000 i Sydney.